# Cortina de humo (película de 2010)
Cortina de humo (título original: Smoke Screen) es un telefilme estadounidense de suspenso y crimen de 2010, dirigido por Gary Yates, escrito por Karen Stillman y basado en la novela de Sandra Brown, musicalizado por Jonathan Goldsmith, en la fotografía estuvo C. Kim Miles y los protagonistas son Jaime Pressly, Currie Graham y Garwin Sanford, entre otros. Este largometraje fue producido por Alberta Film Entertainment, Alberta Filmworks Distribution y Once Upon a Time Films; se estrenó el 21 de noviembre de 2010.

## Sinopsis
Una reportera de televisión investiga un homicidio. Una mañana despierta al lado de un difunto, sin poder acordarse de que hizo la noche anterior.